# Markow kamyk
Markow kamyk (bułg. Марков камък albo Горна Кадийца) – szczyt w paśmie górskim Riła, w Bułgarii, o wysokości 2342 m n.p.m.